# Struthanthus longibracteatus
Struthanthus longibracteatus är en tvåhjärtbladig växtart som beskrevs av Kuijt. Struthanthus longibracteatus ingår i släktet Struthanthus och familjen Loranthaceae. Inga underarter finns listade i Catalogue of Life.